# Запис Раковића јабука (Живковци)
Запис Раковића јабука (Живковци) се налази на парцели чији је власник Раковић Миломир.

## Локација
| Општина             | Љиг                                                              |
| Катастарска општина | Живковци                                                         |
| Потес               | Ражиште                                                          |
| Координате          | 44° 18′ 12″ С; 20° 25′ 32″ И / 44.303199999999997° С; 20.4255° И |
| Надморска висина    | 390m                                                             |

## Карактеристике
Дендрометријске вредности утврђене на терену и сателитским снимцима:
| Стабло                     | Јабука |
| Висина стабла              | m      |
| Обим дебла                 | m      |
| Пречник крошње             | 0m     |
| Пречник дебла              | m      |
| Висина дебла до прве гране | m      |

## База записа
Запис је у оквиру Викимедија пројекта "Запис - Свето дрво" заведен под редним бројем 0762.